# Buffalo Bisons (PL)
Die Buffalo Bisons von 1890 waren ein nur für ein Jahr bestehendes Baseballteam der ebenfalls kurzlebigen Players’ League. In der einzigen ausgespielten Saison der Liga wurden die Bisons mit 36 Siegen, bei 96 Niederlagen und einer Siegquote von 27,3 % letzter.
Der spätere Hall of Famer Connie Mack war Miteigentümer des Teams. Er investierte sein gesamtes Erspartes, 500 US-Dollar, in den Club. Zudem spielte er die einzige Saison als Catcher. Der aufgrund seiner Taubheit berühmte Dummy Hoy war ebenfalls im Kader der Bisons.
Der Name Buffalo Bisons führt noch heute zu Verwirrungen, das es diverse Teams mit diesem Namen gab und gibt, welche teilweise zeitgleich agierten.
Das aktuell unter dem Namen Buffalo Bisons agierende Minor League Team der New York Mets führt das Team von 1890 nicht als Teil seiner Geschichte.

## Weblink
- Die 1890er Bisons auf Baseball Reference